# Almuth Schult
Pour les articles homonymes, voir Schult.
Almuth Schult, née le 9 février 1991 à Dannenberg (Elbe), est une footballeuse allemande évoluant au poste de gardien de but. Sélectionnée en équipe d'Allemagne de football féminin.

## Carrière

### Carrière en club
Schult commence sa carrière au Hambourg SV en 2007. Elle part au Magdeburger FFC (de) en 2008, club jouant en troisième division.  Elle devient gardienne titulaire et connaît la promotion en deuxième division, où elle joue deux saisons pleines. En 2011, Schult signe un contrat de trois ans avec le SC 07 Bad Neuenahr, club de Bundesliga,.

### Carrière internationale
Schult fait partie de la sélection des moins de 17 ans allemande atteignant la troisième place de la Coupe du monde de football féminin des moins de 17 ans 2008, jouant deux matchs. Elle est gardienne titulaire de l'équipe d'Allemagne des moins de 20 ans qui est sacrée championne du monde en 2010.  Elle est appelée en Équipe d'Allemagne de football féminin en tant que troisième gardienne pour la Coupe du monde de football féminin 2011 qui se déroule en Allemagne,. Elle fait aussi partie du groupe allemand champion d'Europe 2013.

## Palmarès
- En club
  - Avec le VfL Wolfsburg
    - Vainqueur de la 2014
      - Vainqueur de la Championne d'Allemagne en 2013, 2014, 2017, 2018, 2019, 2020 et 2022
      - Vainqueur de la Coupe d'Allemagne en 2013, 2015, 2016, 2017, 2018, 2019, 2020, 2021 et 2022
- En sélection
  - Vainqueur des Jeux olympiques d'été de 2016
  - Vainqueur du Championnat d'Europe de football féminin 2013.
  - Vainqueur de la Coupe du monde de football féminin des moins de 20 ans 2010.
  - Troisième place à la Coupe du monde de football féminin des moins de 17 ans 2008.